# Estación de Interlaken Ost
La estación de Interlaken Ost (Interlaken Este o en español: Entrelagos Este) es la principal estación ferroviaria de la comuna suiza de Interlaken, en el Cantón de Berna. Interlaken posee otra estación, Interlaken West.

## Historia
La estación de Interlaken fue inaugurada en el año 1874 por el entonces Bödelibahn como Interlaken Zollhaus. En la década de 1890 se convirtió en inicio de la línea del BOB, de ancho métrico, a Lauterbrunnen y Grindelwald. En 1893 la línea del Bödelibahn fue prolongada hasta la ciudad de Thun, conectando a Interlaken con el resto de la red suiza de ferrocarriles. Al ganar importancia esta estación, se decidió renombrar las estaciones de Interlaken, pasando a denominarse la estación de Interlaken a Interlaken West y la estación de Interlaken Zollhaus a Interlaken Ost. En 1916 la estación se terminó de consagrar como centro ferroviario y de transportes de la zona con la incorporación de la línea del Brünigbahn en su última sección entre Brienz e Interlaken, y que la conectaba con Lucerna.

## Particularidades
Esta estación tiene muchas peculiaridades, pues en ella trabajan 5 operadoras ferroviarias diferentes: SBB-CFF-FFS, BLS (Berna - Lötschberg - Simplon), DB, BOB (Berner Oberland Bahn) y ZentralBahn.
Los trenes provienen de 3 líneas diferentes, y las tres tienen como cabecera esta estación, dándose el caso de que ninguna de las tres es compatible entre sí, dado que usan diferentes tensiones eléctricas para la alimentación de la catenaria o diferentes anchos de vía. La línea procedente del oeste es de ancho estándar o internacional (1435 mm) con tensión de 15kV CA, en la que operan los SBB-CFF-FFS, BLS y DB, y comunica a Interlaken con el resto de Suiza y Europa. Luego, las otras dos líneas tienen ancho métrico (1000 mm), siendo una la operada por BOB, con una tensión de 1,5 kV CC y que tiene como destino Lauterbrunnen y Grindelwald, mientras que la operada por ZentralBahn tiene como destino la ciudad de Lucerna y usa una tensión de 15kV CA.
A pesar de disponer la estación de 8 andenes, como ninguno está construido con una vía de tres carriles que permita compatibilizar ambos anchos, la estación no dispone de una correcta flexibilidad a la hora de operar en ella, que de haberse aplicado el anterior método, hubiese sido mucho más simple y sencilla su explotación.

## Servicios ferroviarios
Los servicios ferroviarios de la estación de Interlaken están prestados por SBB-CFF-FFS, BLS, DB, BOB y ZentralBahn.

### SBB-CFF-FFS
Los SBB-CFF-FFS operan únicamente una línea InterCity (IC):
- IC Interlaken Ost - Interlaken West - Spiez - Thun - Berna - Olten - Liestal - Basilea SBB

### BLS
La compañía BLS (Berna - Lötschberg - Simplon) opera trenes regionales (RegioExpress y Regio) hacia Spiez y Zweisimmen:
- RE Interlaken Ost - Interlaken West - Spiez - Zweisimmen. Entre Interlaken West y Spiez no hace paradas intermedias. Usan coches panorámicos.

- R Interlaken Ost - Interlaken West - Spiez. Tienen una frecuencia de 1 hora y efectúan parada en todas las estaciones del recorrido.

### DB
La operadora alemana DB presta servicio en la estación mediante sus trenes ICE que comunican a Interlaken con varias ciudades alemana, entre ellas la capital, Berlín, además de poder realizar trayectos hasta Basilea-SBB o Berna. Desde junio de 2020 los servicios se prestan con los modernos ICE 4.
- ICE Interlaken Ost - Interlaken-West - Spiez - Thun - Berna - Olten - Basilea SBB - Friburgo de Brisgovia - Fráncfort del Meno - Berlín. Cuenta con varias salidas al día.

- ICE Interlaken Ost - Interlaken West - Spiez - Thun - Berna - Olten - Basilea SBB - Friburgo de Brisgovia - Fráncfort del Meno - Hamburgo

### BOB
Ofrece salidas cada hora hacia las comunas de Lauterbrunnen y Grindelwald. Como característica de estos trenes regionales, son operados con 2 semitrenes, que en el tramo Interlaken Ost - Zweilütschinen van unidos, separándose los semitrenes en esa estación y circulando uno hacia Lauterbrunnen y otro hacia Grindelwald. En sentido contrario, cada semitren procede de su destino, uniéndose los dos en Zweilütschinen y circulan juntos hasta Interlaken.
- R Interlaken Ost – Zweilütschinen – Lauterbrunnen/Grindelwald

### ZentralBahn
Desde la estación de Interlaken-Ost parten trenes regionales (Regio) hasta Meiringen y trenes InterRegio (IR) hasta Lucerna, que efectúan menos paradas que los trenes Regio.
- IR Interlaken Ost - Brienz - Meiringen - Hergiswil - Lucerna. Cuenta con salidas cada hora-

- R Interlaken Ost - Brienz - Meiringen. Tiene salidas cada hora.